# Bathygnathia oedipus
Bathygnathia oedipus is een pissebed uit de familie Gnathiidae. De wetenschappelijke naam van de soort is voor het eerst geldig gepubliceerd in 1913 door Stebbing.